# Mesoschendyla javanica
Mesoschendyla javanica är en mångfotingart som först beskrevs av Carl Graf Attems 1907.  Mesoschendyla javanica ingår i släktet Mesoschendyla och familjen småjordkrypare. Inga underarter finns listade i Catalogue of Life.